# Gagliano Aterno
Gagliano Aterno – miejscowość i gmina we Włoszech, w regionie Abruzja, w prowincji L’Aquila.
Według danych na rok 2004 gminę zamieszkiwało 313 osób, 9,5 os./km².